# كرة حديدية

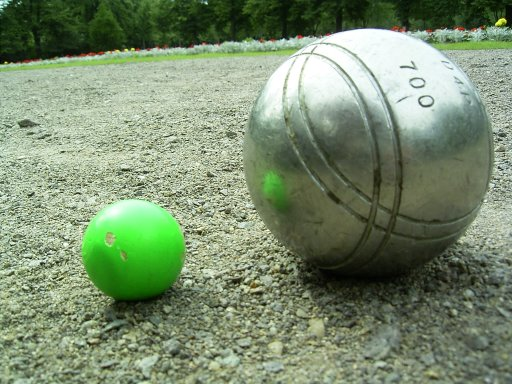
العَدَنَةُ (على اليسار) والمِطَثَّة (على اليمين)

الكرة الحديدية أو بيتانك (بالفرنسية: Pétanque) وتعرف كذلك ب لابوول، هي لعبة كرة تنافسية، واللعبة في شكلها الحالي قد نشأت في بلدية  [الإنجليزية] في منطقة بروفنس الواقعة جنوب فرنسا في عام 1907. الرياضة تجمع بين التكتيكات والتنسيق الحركي، وهي واحدة من الرياضات القليلة التي يسمح فيها الرجال والنساء على المنافسة في نفس المجموعة معا أو ضد.

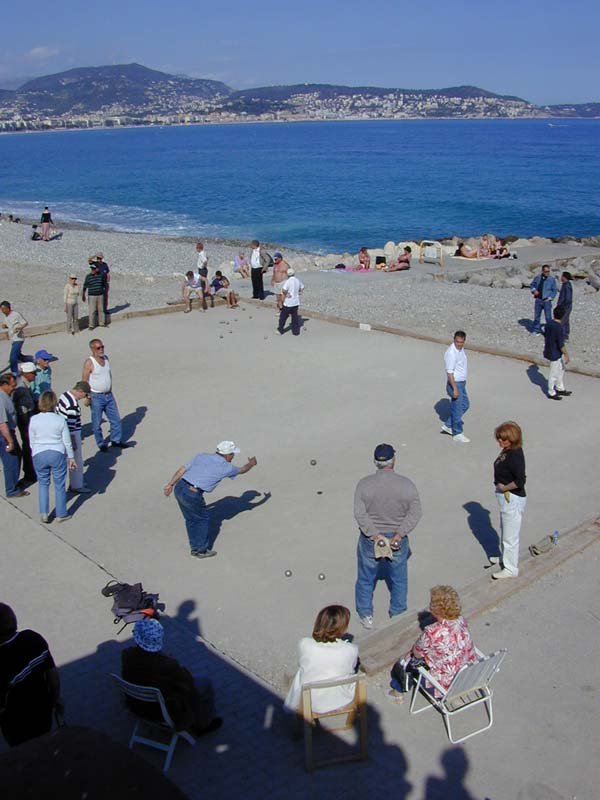
لعبة البيتانك في مدينة نيس، فرنسا

تمارس لعبة البيتانك بعدد يصل إلى 17 مليون شخص في فرنسا، معظمهم خلال إجازاتهم الصيفية، وتشتهر اللعبة كذلك في إسبانيا. وتلعب أيضا في عدد من دول العالم مثل: الولايات المتحدة، كندا، لاوس، تايلاند، فيتنام، كمبوديا.
يرجع تاريخ هذه اللعبة إلى أن كل منطقة فرنسية لها قواعدها الخاصة، في جنوب فرنسا تلعب «la longue أو game of Provence»، وهو تخصص حيث يتعين عليك اتخاذ ثلاث خطوات قبل رمي الكرة. في عام 1907 في La Ciotat ، بدأ "Lenoir"، بطل اللعبة الذي يعاني من الروماتيزم وغير قادر على أداء قفزاته الثلاث، في رسم دائرة ولعب "pè" "tanca" أي القدمان معًا ملتصقتان ببعضهما البعض، هنا ولد اسم بيتانك. واليوم هي الرياضة العاشرة الأكثر ممارسة في فرنسا ويتم لعبها في أكثر من 78 دولة.

## التاريخ[بحاجة لمصدر]

### اختراع اللعبة
تتمتع ألعاب بولس بتاريخ طويل جدًا، يعود تاريخه إلى العصور الوسطى حتى روما القديمة، وقبل ذلك إلى اليونان القديمة ومصر.
في فرنسا، في النصف الثاني من القرن التاسع عشر، كان هناك شكل من أشكال البولينج معروف باسم jeu proofçal (أو boule lyonnaise) شائعًا للغاية. في هذا الشكل من اللعبة، دحرج اللاعبون كراتهم أو ركضوا ثلاث خطوات قبل رمي الكرة. تم تطوير Pétanque في الأصل كفرع أو متغير من jeu Verifiedçal في عام 1910، في ما يسمى الآن Jules Lenoir Boulodrome في بلدة La Ciotat بالقرب من مرسيليا. A السابق مثبتأصيب اللاعب المسمى جول لينوار بروماتيزم شديدة لدرجة أنه لم يعد قادرًا على الركض قبل رمي الكرة. في الواقع، كان بالكاد يستطيع الوقوف. كان صديقًا جيدًا يدعى إرنست بيتيوت صاحب مقهى محلي. من أجل استيعاب صديقه Lenoir ، طور Pitiot شكلًا مختلفًا من اللعبة تم فيه تقليل طول الملعب أو الملعب بمقدار النصف تقريبًا، ووقف اللاعب، بدلاً من الجري لرمي الكرة، ثابتًا في دائرة. أطلقوا على لعبة pieds tanqués ، «الأقدام المزروعة» (على الأرض)، وهو الاسم الذي تطور في النهاية إلى الاسم الحالي للعبة، pétanque .
تم تنظيم أول بطولة للكرة الحديدية من قبل إرنست بيتيوت مع شقيقه جوزيف بيتيوت في عام 1910 في لا سيوتات. بعد ذلك انتشرت اللعبة بسرعة وسرعان ما أصبحت الشكل الأكثر شعبية للعبة البولينج في فرنسا.
قبل منتصف القرن التاسع عشر، كانت تُلعب ألعاب البولينج الأوروبية باستخدام كرات خشبية صلبة، وعادة ما تكون مصنوعة من جذر خشب البقس، وهو خشب صلب جدًا. شهدت أواخر القرن التاسع عشر إدخال المسامير الرخيصة المصنعة بكميات كبيرة، وبدأت البولينج الخشبية بالتدريج تُغطى بالمسامير، مما أدى إلى إنتاج بول كلوتيه («الكرة المسامير»). بعد الحرب العالمية الأولى، تم تكييف تكنولوجيا تصنيع كرات المدفع للسماح بتصنيع البولينج المجوفة المصنوعة من المعدن بالكامل. تم تقديم أول لعبة كرة معدنية بالكامل ، La Boule Intégrale ، في منتصف العشرينات من القرن الماضي من قبل Paul Courtieu. و Intégraleتم صبها في قطعة واحدة من سبيكة من البرونز والألمنيوم. بعد ذلك بوقت قصير، ابتكر جان بلانك عملية لتصنيع الكرات الفولاذية عن طريق ختم اثنين من الفراغات الفولاذية في نصفي الكرة الأرضية ثم لحام نصفي الكرة معًا لإنشاء كرة. مع هذا التقدم التكنولوجي، سرعان ما أصبحت الكرات المعدنية المجوفة هي القاعدة.

### الانتشار العالمي للعبة
يتم لعب Pétanque في الداخل في لقاء IBA في روتردام، هولندا
بعد تطوير لعبة الكرة المعدنية بالكامل، انتشرت الكرة الحديدية بسرعة من بروفانس إلى بقية فرنسا، ثم إلى بقية أوروبا، ثم إلى المستعمرات الفرنكوفونية والبلدان في جميع أنحاء العالم. اليوم، العديد من البلدان لديها هيئاتها الإدارية الوطنية الخاصة بها.
في فرنسا، لدى Fédération Française de Pétanque et Jeu Provençal (FFPJP) أكثر من 300000 عضو مرخص.
هناك اتحادات وطنية قوية في ألمانيا، اسبانيا، وإنجلترا. لعبت كرة الحديدية بنشاط في العديد من الدول ذات التاريخ من الاستعمار الفرنسي النفوذ، خاصة في جنوب شرق آسيا، بما في ذلك لاوس، تايلاند، فيتنام، كمبوديا، وبودوتشيري، الهند، وكذلك بعض أجزاء من أفريقيا. اليوم، بعض من أقوى اللاعبين في العالم تأتي من مدغشقر وتايلاند.
ظهر بيتانك في دورة الألعاب الأفريقية لعام 2015، التي استضافتها جمهورية الكونغو، المستعمرة الفرنسية السابقة.
لا يتم لعب الكرة الحديدية على نطاق واسع في الأمريكتين. يوجد اتحاد كرة قدم كندي مقره في كيبيك. في الولايات المتحدة، أفاد اتحاد الكرة بالولايات المتحدة الأمريكية (FPUSA) أن حوالي 30000 يلعبون في جميع أنحاء البلاد. اعتبارًا من 1 ديسمبر 2015، أحصى FPUSA 2141 عضوًا في الولايات المتحدة، في 52 ناديًا تابعًا.
على المستوى الدولي، فإن الهيئة الإدارية للكرة الحديدية هي الاتحاد الدولي للعبة Pétanque et Jeu Provençal (FIPJP). تأسست في عام 1958 في مرسيليا ولديها حوالي 600000 عضو في 52 دولة اعتبارًا من عام 2002 .

#### في الثقافة الشعبية
ظهرت اللعبة في فيلم الجريمة الفرنسي Le deuxieme souffle لعام 1966 . ظهر Pétanque أيضًا في الموسم 4 - الحلقة 20 (Pétanque) من المسرحية الهزلية الأمريكية The Cosby Show في عام 1988. في الفيلم المقتبس لعام 1981 عن لغز أجاثا كريستي Evil Under The Sun ، تم استجواب المشتبه به الذي لعبه جيمس ماسون حول عذره أثناء لعب لعبه. تضمنت الحلقة الرابعة من The Amazing Race 30 مسابقة للكرة الحديدية في Place des Lices في سان تروبيه.

### مسابقات وطنية ودولية
هناك عدد من البطولات المهمة في بطولة العالم.
في بطولة العالم FIPJP تجري كل سنتين. تقام بطولات الرجال في السنوات الزوجية، بينما تقام بطولات النساء والشباب في السنوات الفردية.
ربما تكون البطولة الدولية الأكثر شهرة هي مونديال لا مارسيليز آ بيتانك ، التي تقام كل عام في مرسيليا، فرنسا، بمشاركة أكثر من 10000 مشارك وأكثر من 150.000 متفرج.
أكبر بطولة سنوية في الولايات المتحدة هي Petanque Amelia Island Open (سابقًا Petanque America Open)، والتي تقام كل عام في نوفمبر في جزيرة أميليا، فلوريدا.
بطولة La British Open هي بطولة كبيرة للكرة الحديدية تقام في شمال إنجلترا، في المملكة المتحدة. حتى الآن، يجذب هذا لاعبين من جميع أنحاء المملكة المتحدة وأوروبا.
Pétanque ليست رياضة أولمبية حاليًا، على الرغم من أن Confédération Mondiale des Sports de Boules - الذي تم إنشاؤه في عام 1985 من قبل العديد من منظمات البولينز الدولية خصيصًا لهذا الغرض - كان يضغط على اللجنة الأولمبية منذ عام 1985 لجعلها جزءًا من الألعاب الأولمبية الصيفية.

## قواعد اللعبة
يتم لعب البيتانك باثنين أو أربعة أو ستة أشخاص في فريقين، أو يمكن للاعبين التنافس كأفراد في اللعبة. في مباريات الفردي والزوجي كل لاعب لديه ثلاثة كرات؛ وفي الثلاثيات لديهم كرتين فقط. يتم عمل قرعة لتحديد الجانب الذي يبدأ اللعب. فريق الذي يبدأ يرسم دائرة على الأرض قطرها 35-50 سنتيمترا أو يضع حلقة بدلا من ذلك: جميع اللاعبين يجب عليهم رمي الكرات من داخل هذه الدائرة، مع ثبات كلا القدمين على الأرض. أول لاعب يلقي البولينغ على بعد 6-10 أمتار بعيداً مع الإبقاء على مسافة متر واحد من حدود الملعب على الأقل.

### ترتيب اللعب
اللاعب الذي ألقى البولينغ يكمل بالبدأ بإلقاء الكرة الأولى. ثم يقوم لاعب من الفريق المنافس برمي كرة بدوره. بعدها يتواصل اللعب مع الفريق الذي ليس الأقرب إلى البولينغ ويواصل الرمي بالكرات إلى أن تصبح كرته أقرب إلى البولينغ من الفريق الخصم أو ينفذ ما بحوزته من كرات.
إذا تساوت الكرات الأقرب من كل فريق مع بعضهم البعض من البولينغ، فيتوجب على الفريق الذي لعب آخرا أن يلعب مرة أخرى. وإذا الكرات لا تزال على مسافة واحدة يكمل الفريقين اللعب بالتناوب حتى يتغير الموقف. وإذا الكرات لازالت على مسافة واحدة حتى نهاية اللعبة لا يتم تسجيل أية نقطة لأي فريق.
تستمر اللعبة مع لاعب من الفريق الفائز بالنهاية السابقة برسم دائرة جديدة حول البولينغ حيث انتهت ومن ثم يرمي بالبولينغ باتجاه جديد.

### حساب النقاط
ينتهي اللعب، وتسجل النقاط عندما لا يكون بحوزة كلا الفريقين أي كرة، أو عندما يتم إخراج البولينغ من اللعبة. ويتلقى الفريق الفائز نقطة واحدة لكل كرة أقرب إلى البولينغ من أفضل كرة قريبة للبولينغ من الفريق الخصم.
إذا البولينغ خرجت خارج اللعب، لا يحصل أي فريق على أي نقطة إلا إذا أحد الفريقين لا يزال معاه كرات للعب، وفي هذه الحالة يتلقى الفريق نقطة واحدة لكل كرة تبقت لديهم.
تنتهي المباراة بفوز الفريق الذي يحصد 13 نقطة أولا

### قواعد إضافية
- الكرة التي تضرب حد الملعب تعتبر كرة ميتة ويتم إزالتها من اللعبة.
- تعتبر الكرة خرجت من حدود الملعب بتجاوزها كاملة للخط.
- يمكن أن تلقى الكرة على أي ارتفاع أو حتى على أي اتجاه دوران وذلك تبعاً للتضاريس.
- تلقى الكرات عادة من تحت الذراع مع كف اليد باتجاه الأسفل الذي يسمح للكرة بالدوران الخلفي وإعطاء قدر أكبر من السيطرة على الكرات.
- يجب أن يكون مع كل فريق معدات قياس مناسبة لحساب المسافة بين الكرات والبولينغ.

### أمثلة توضيحية

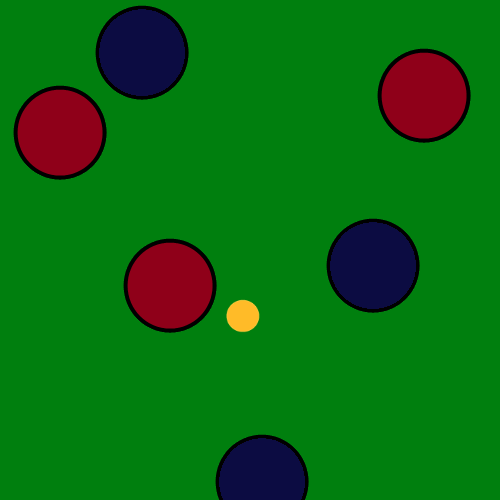
في هذه اللعبة الكرة الحمراء هي الأقرب إلى البولينغ، يليه الأزرق. الفريق الأحمر يحصل على نقطة واحدة، والفريق الأزرق لا شيء
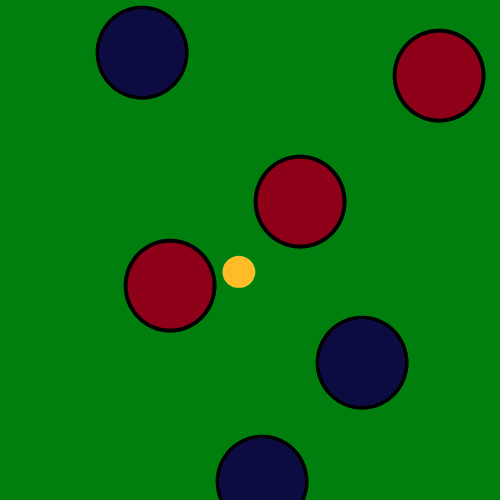
في هذه الحالة الفريق الأحمر يحصل على نقطتين

## مواصفات وخصائص اللعبة

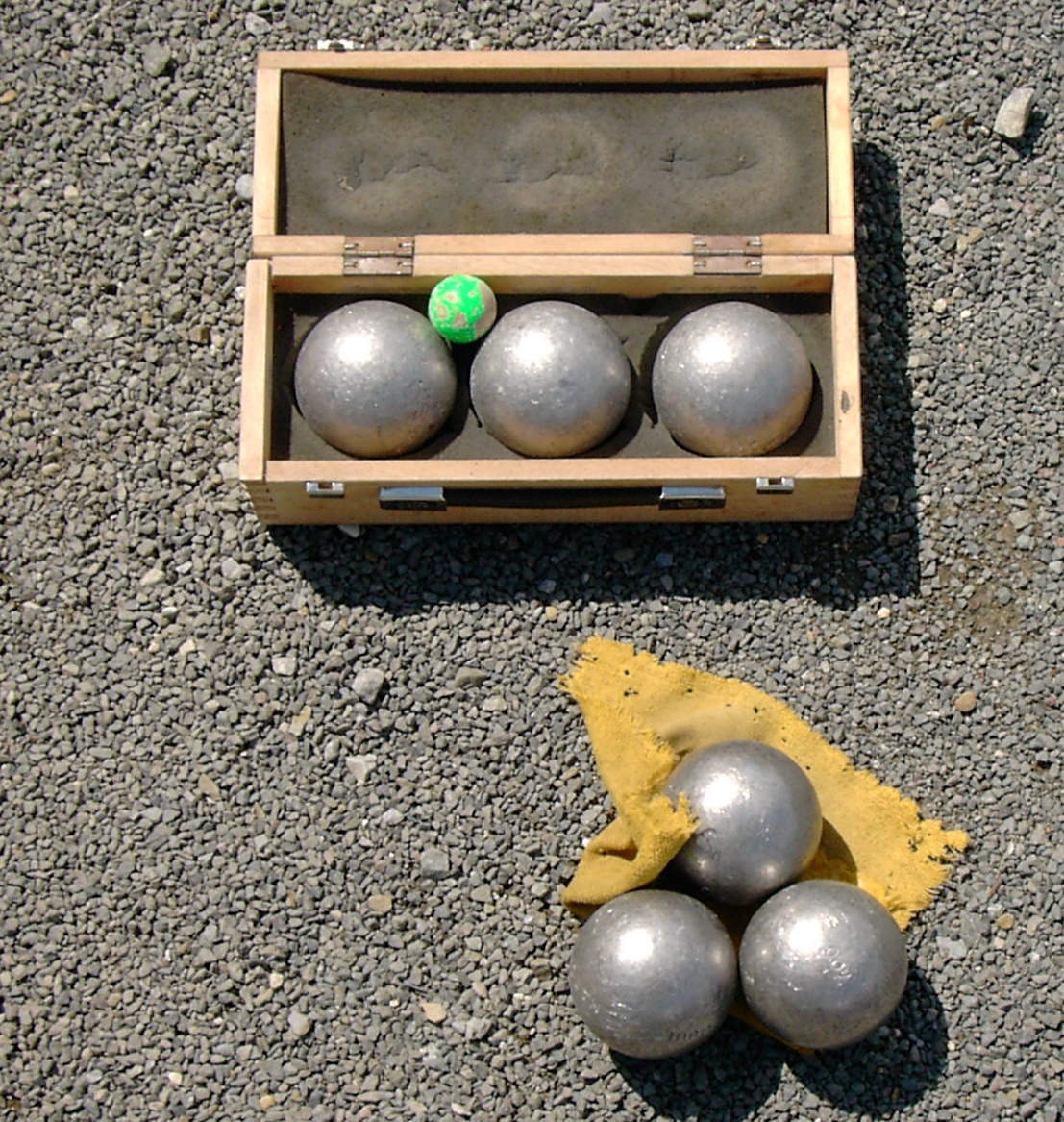
علبة الكرات

### الكرات
الكرات يجب أن تكون مصنوعة من المعدن. ويجب أن تفي بالمواصفات التالية:
- أن تحمل النقوش التي تشير إلى اسم الشركة المصنعة ووزن الكرة.
- أن يبلغ قطرها بين 70.5 و 80 مم.
- أن يبلغ وزنها بين 650 و 800 جم.
- أن لا تملأ بالرمل أو الرصاص، أو العبث بها بأي شكل من الأشكال.

وبالإضافة إلى ذلك، قد تحمل الكرات نقش من الاسم الأول أو الأحرف الأولى من اسم اللاعب.

#### خيارات الكرة
يتم اختيار قطر الكرة استناداً إلى حجم اليد اللاعب، ووزن وصلابة الكرة يعتمد على تفضيل اللاعب وأسلوب اللعب. «المؤشريين» يميلون إلى اختيار الكرات الأثقل، بينما يميل «الرماة» غالباً إلى اخيار الكرات الأخف وزنا. وفي الغالب يحتوي كل فريق على لاعبين «مؤشريين» و «رماة».

#### الكرات الترفيهية
هذه الكرات لا تفي بمعايير المنافسة ولكن غالباً ما تستخدم للألعاب الترفيهية بالفناء الخلفي للمنازل. وتكون مصممة لتناسب جميع الأعمار ومن الجنسين، ويمكن أن تكون مصنوعة من المعدن أو البلاستيك أو الخشب للعب على الشاطئ على سبيل المثال.

### البولينغ

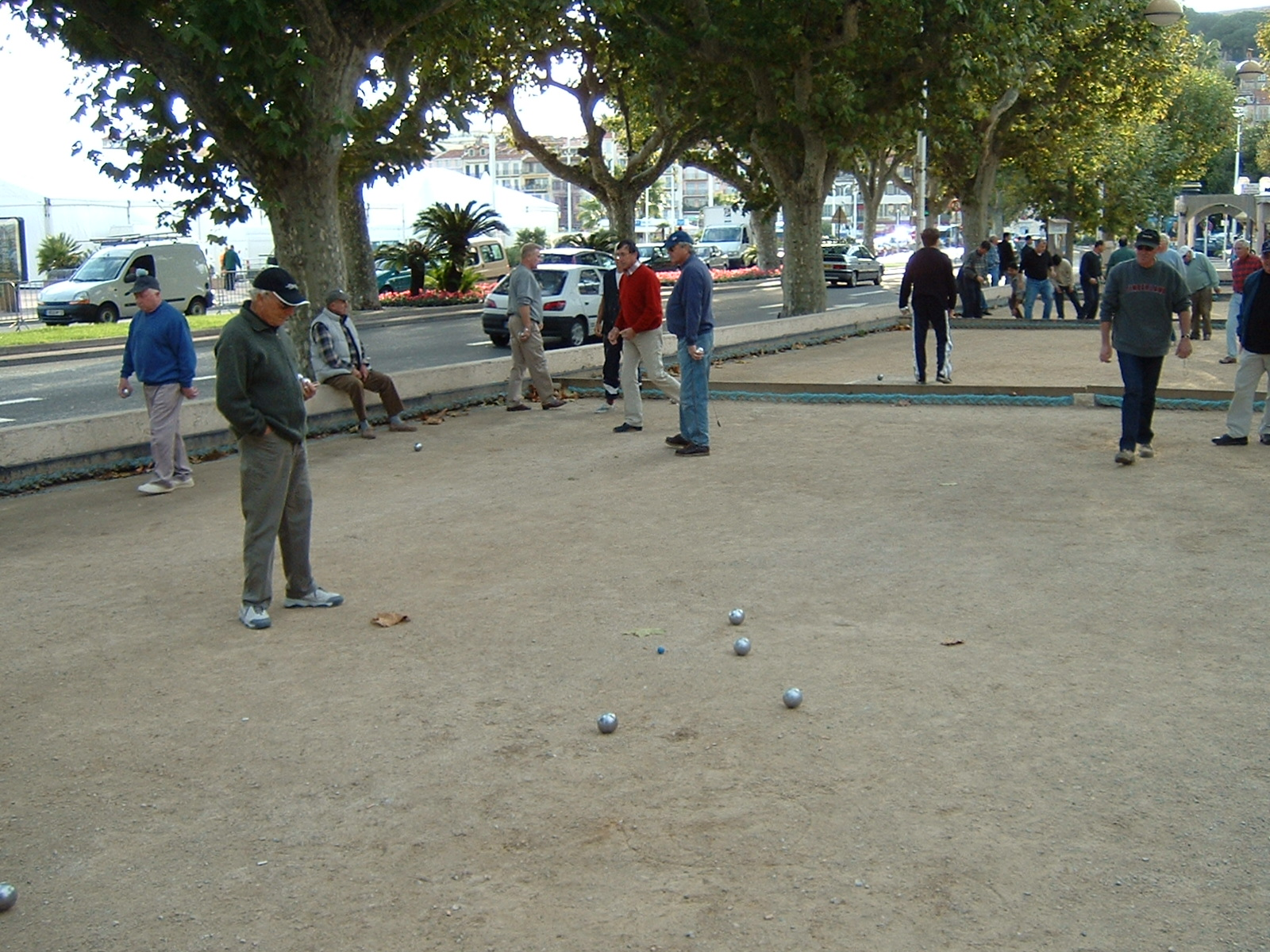
لاعبون في مدينة كان

بولينغ المنافسات الرسمية يجب أن تفي بالمواصفات التالية:
- أن تكون مصنوعة من الخشب أو المواد الاصطناعية.
- أن تحمل علامة الصانع وحصلت على تأكيد الاتحاد الدولي لمحترفي البيتانك بأنها تتوافق تماما مع المواصفات المطلوبة.
- أن يبلغ قطرها 30 ملم (بفارق + أو-1 مم).

### منطقة اللعب
أي مساحة مسطحة مفتوحة تصلح للعب البيتانك. فقد يكون الملعب طبيعي عادة في ساحات المدينة، أو في الحدائق العامة، إلخ. والشواطئ الرملية غير مناسبة للعب، على الرغم من أن الكرات البلاستيكية الخفيفة تستخدم في بعض الأحيان للتكيف مع اللعبة في الشاطئ. والتضاريس قد تكون غير منتظمة والسطح قد يكون متفاوتاً، إذ أن بعض الأسطح صعبة أوسلسة وآخرى حجرية. وذلك لا يهم والسبب هو أن لعبة البيتانك لعبة رمي، وليست لعبة دحرجة مثل لعبة البوتشي أو لعبة البولينج.
الملعب شكله إما مربع أو مستطيل الشكل. وللعب البطولات الملعب مستطيل بعرض لا يقل عن 4 أمتار وبطول لا يقل عن 15 مترا.

## معرض صور

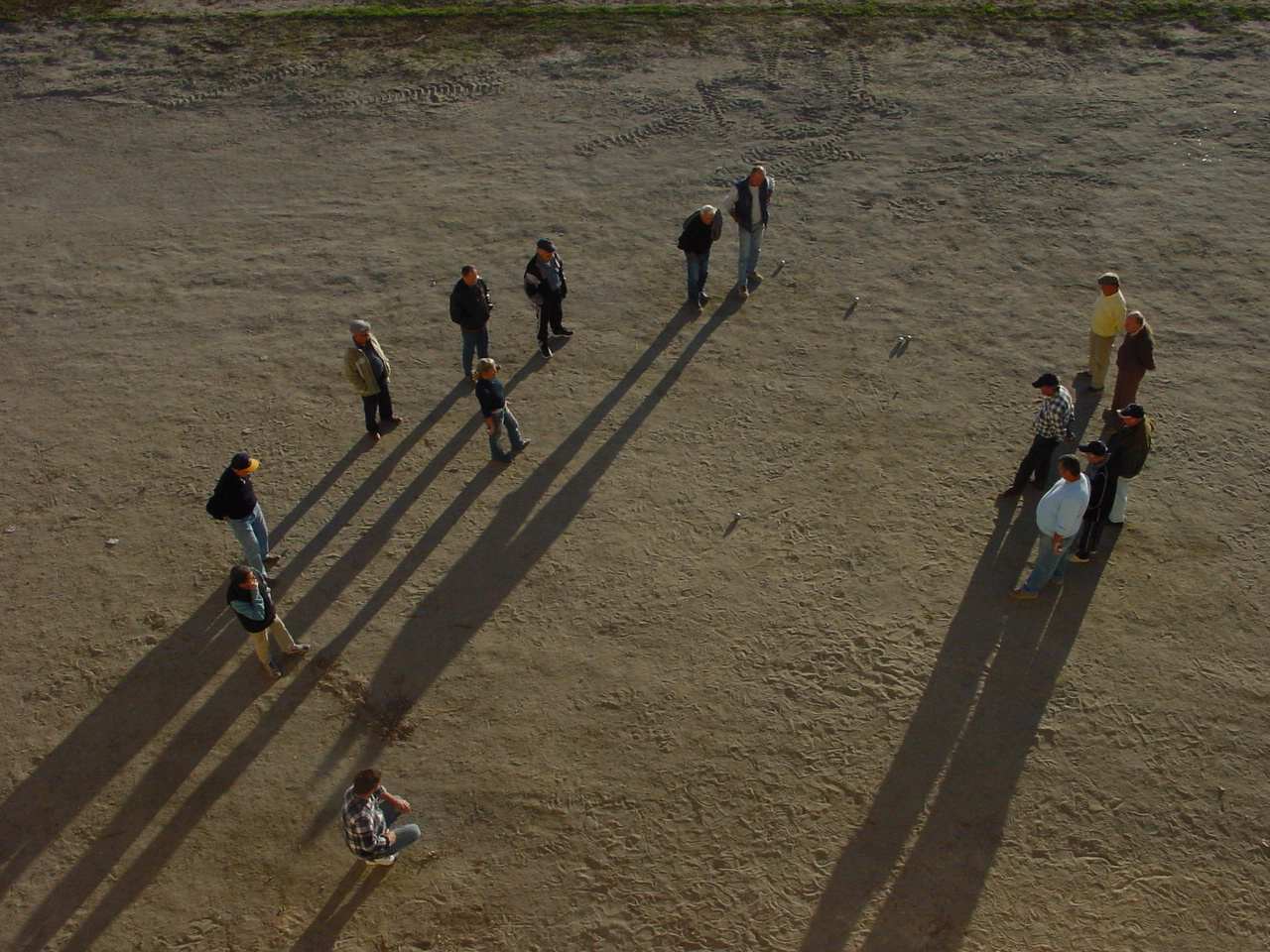
لعب البيتانك في أيج-مورتيس [الإنجليزية] الفرنسية
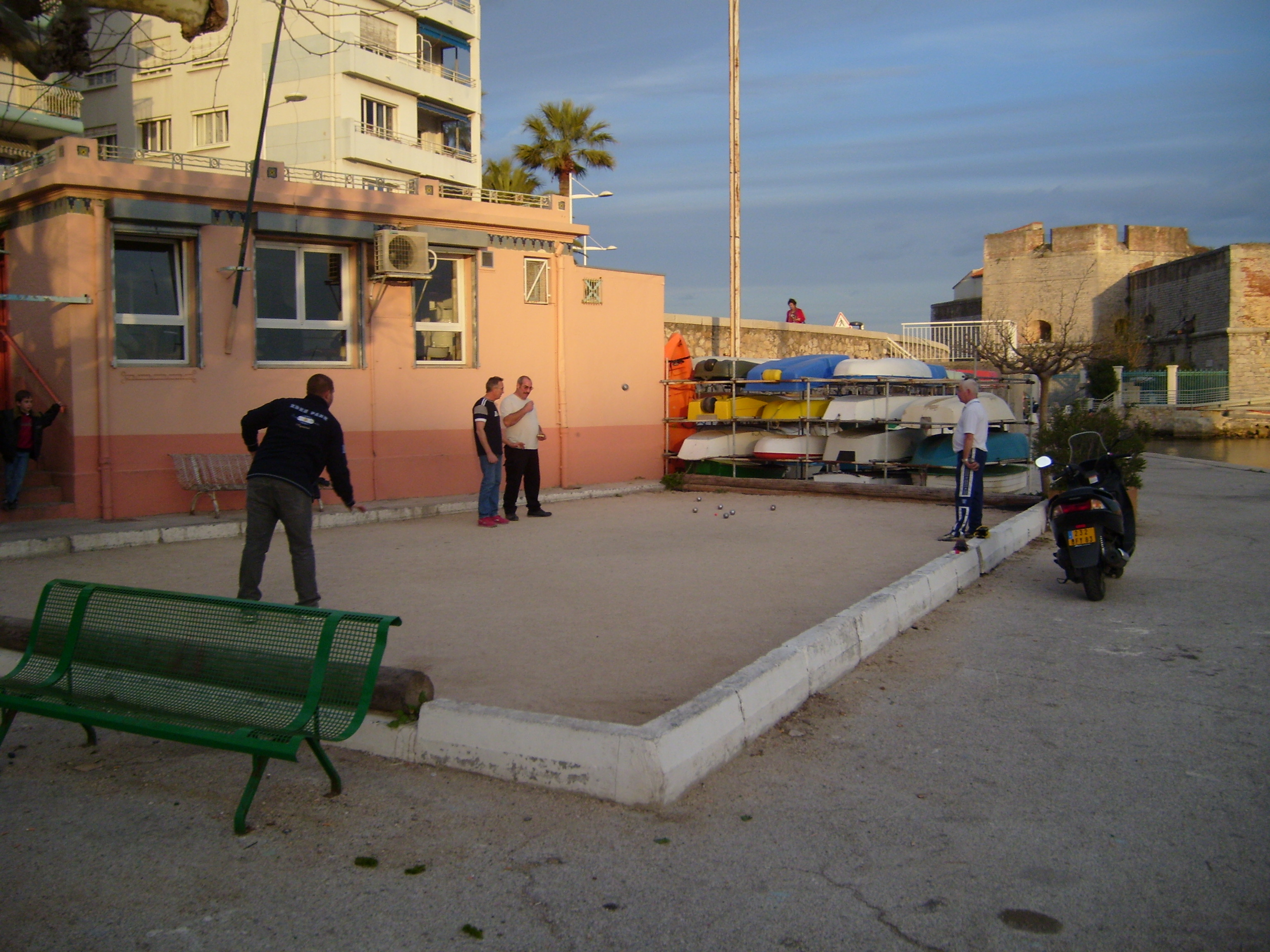
لعب البيتانك في مدينة تولون
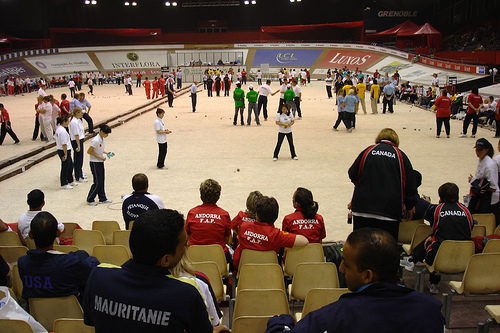
لعب البيتانك في مدينة غرونوبل
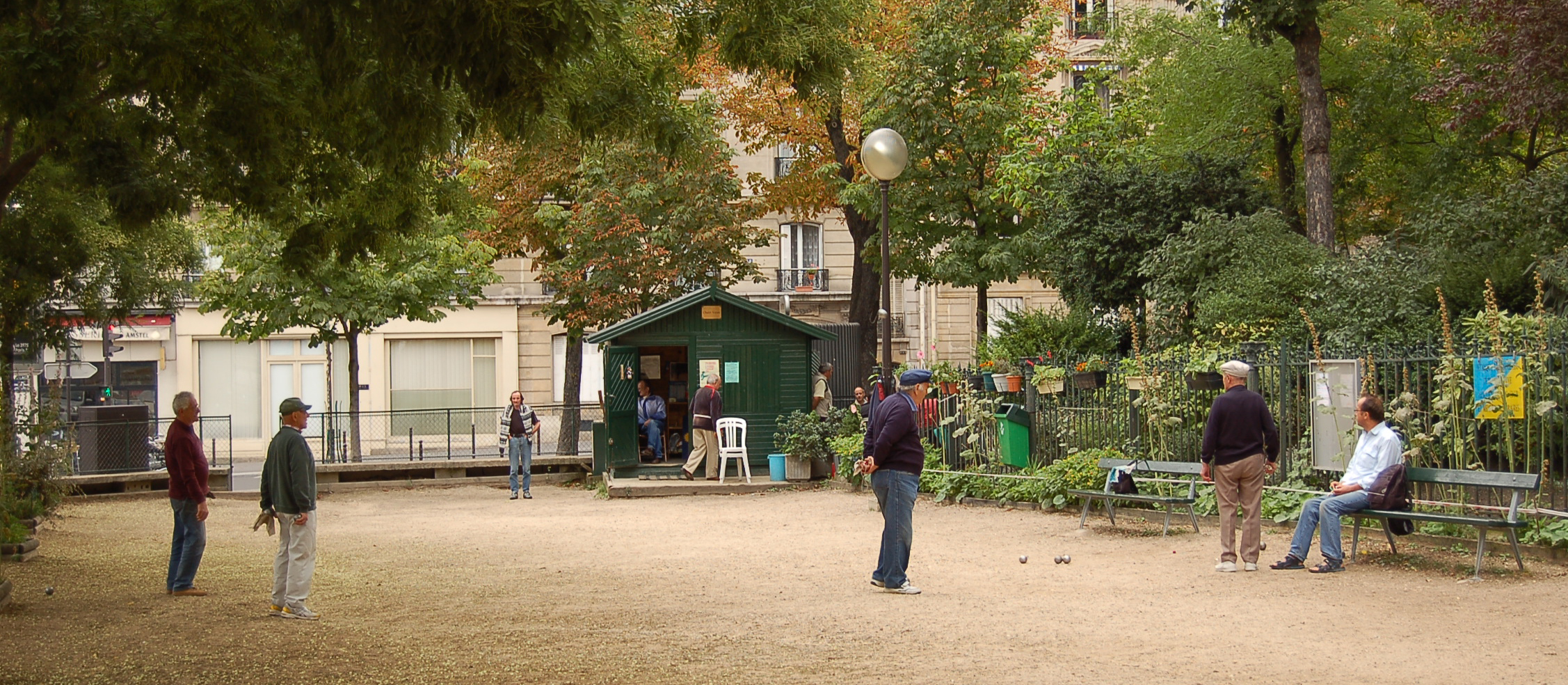
لعب البيتانك في باتينيول [الإنجليزية]
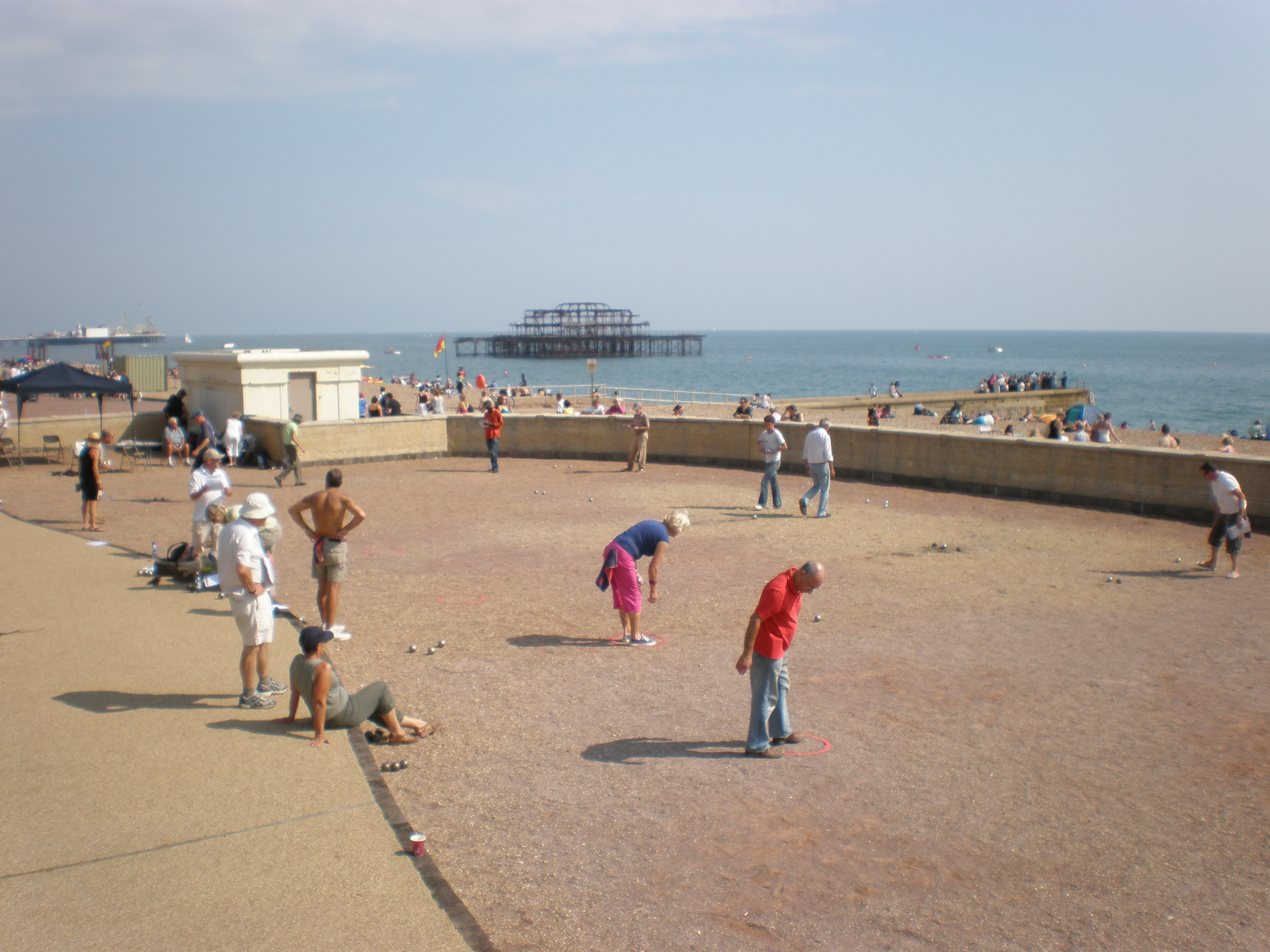
لعب البيتانك في مدينة برايتون وهوف في المملكة المتحدة

## وصلات خارجية
- موقع الاتحاد الدولي لمحترفي البيتانك يحتوي الموقع على رابط للقواعد الرسمية للعبة وكذلك رابط بقائمة الأعضاء.
- موقع الاتحاد الفرنسي للعبة البيتانك
- موقع الاتحاد الأميركي للعبة البيتانك
- موقع الاتحاد الفرنسي للعبة البيتانك
- اللعبة في أميركا